# کیتی کارلایل
 کیتی کارلایل (انگلیسی: Kitty Carlisle؛ ۳ سپتامبر ۱۹۱۰ – ۱۷ آوریل ۲۰۰۷) یک هنرپیشه، و خواننده اهل ایالات متحده آمریکا بود. وی بین سال‌های ۱۹۳۲ تا ۲۰۰۶ میلادی فعالیت می‌کرد.
از فیلم‌ها یا برنامه‌های تلویزیونی که وی در آن نقش داشته است می‌توان به شبی در اپرا اشاره کرد.